# Pietrowice Wielkie (gmina)
Pour l’article homonyme, voir le village de Pietrowice Wielkie.
La gmina de Pietrowice Wielkie est une commune rurale de la voïvodie de Silésie et du powiat de Racibórz. Elle s'étend sur 68,07 km2 et comptait 7 185 habitants en 2006. Son siège est le village de Pietrowice Wielkie qui se situe à environ 11 kilomètres à l'ouest de Racibórz et à 68 kilomètres à l'ouest de Katowice.

## Villages
La gmina de Pietrowice Wielkie comprend les villages et localités d'Amandów, Cyprzanów, Gródczanki, Kornice, Krowiarki, Lekartów, Maków, Pawłów, Pietrowice Wielkie, Samborowice et Żerdziny.

## Villes et gminy voisines
La gmina de Pietrowice Wielkie est voisine de la ville de Racibórz et des gminy de Baborów, Kietrz, Krzanowice et Rudnik. Elle est aussi voisine de la Tchéquie.

## Jumelage
- Liederbach am Taunus (Allemagne) depuis 2007[1]